# 90210 Beverly Hills : Nouvelle Génération
Beverly Hills 90210 BH90210
90210 Beverly Hills : Nouvelle Génération ou simplement 90210 (90210) est une série télévisée américaine en 5 saisons soit 114 épisodes de 42 minutes créée par Rob Thomas et diffusée entre le 2 septembre 2008 et le 13 mai 2013 sur The CW, et au Canada, les trois premières saisons ont été diffusées sur le réseau Global. C'est une série dérivée de la série culte Beverly Hills 90210.
En Suisse, la série est diffusée depuis le 23 août 2009 sur TSR1 puis sur RTS Deux. Au Québec, depuis le 26 août 2009 sur VRAK.TV. En France, depuis le 5 septembre 2009 sur M6, depuis le 11 février 2011 sur Téva, du 12 janvier 2012 au 17 février 2012 sur W9 (saisons 1-3), entre le 13 décembre 2012 et le 1er octobre 2013 sur 6ter, et depuis le 15 septembre 2016 sur ELLE Girl et depuis le 13 juillet 2020 sur TFX. En Belgique depuis le 16 mai 2010 sur RTL-TVI puis sur Plug RTL.

## Synopsis
Harry Wilson est un ancien élève du lycée de Beverly Hills. Il s'était installé à Wichita dans le Midwest après avoir obtenu son diplôme. Le voilà forcé de revenir en ville lorsque sa mère, une ancienne actrice des années soixante-dix, sombre dans l'alcool alors qu'il devient par ailleurs le nouveau principal du lycée West Beverly. Il est accompagné de son épouse Debbie, une ancienne médaillée olympique, de sa fille Annie, ainsi que de leur fils adoptif Dixon. Les deux adolescents doivent s'intégrer dans leur nouvel environnement et s'y faire des amis…

## Distribution

### Acteurs principaux
- Shenae Grimes (VF : Laëtitia Godès) : Annie Wilson
- Tristan Wilds (VF : Donald Reignoux) : Dixon Wilson
- AnnaLynne McCord (VF : Aurélie Nollet) : Naomi Clark
- Jessica Stroup (VF : Noémie Orphelin) : Erin Silver
- Michael Steger (VF : Jonathan Amram) : Navid Shirazi
- Jessica Lowndes (VF : Pamela Ravassard) : Adrianna Tate-Duncan
- Matt Lanter (VF : Alexis Tomassian) : Liam Court (saisons 2 à 5 - récurrent 1.16 à 1.24)
- Trevor Donovan (VF : Mathias Kozlowski) : Teddy Montgomery (saison 3 - récurrent saisons 2, 4 et 5)
- Gillian Zinser (VF : Marie Tirmont) : Ivy Sullivan (saisons 3 et 4 - récurrente saison 2)
- Lori Loughlin (VF : Emmanuèle Bondeville) : Debbie Wilson (saisons 1 à 3 - invitée 5.01)
- Ryan Eggold (VF : Mathias Casartelli) : Ryan Matthews (saisons 1 à 3)
- Rob Estes (VF : Maurice Decoster) : Harry Wilson (saisons 1 et 2)
- Dustin Milligan (VF : Damien Ferrette) : Ethan Ward (saison 1)
- Jessica Walter (VF : Maria Tamar) : Tabitha Wilson (épisodes 1.01 à 1.13)

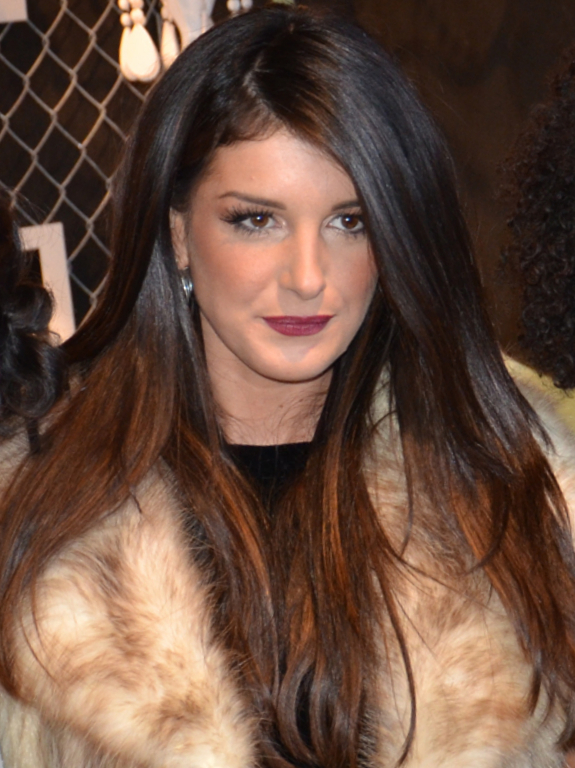
Shenae Grimes interprète Annie Wilson
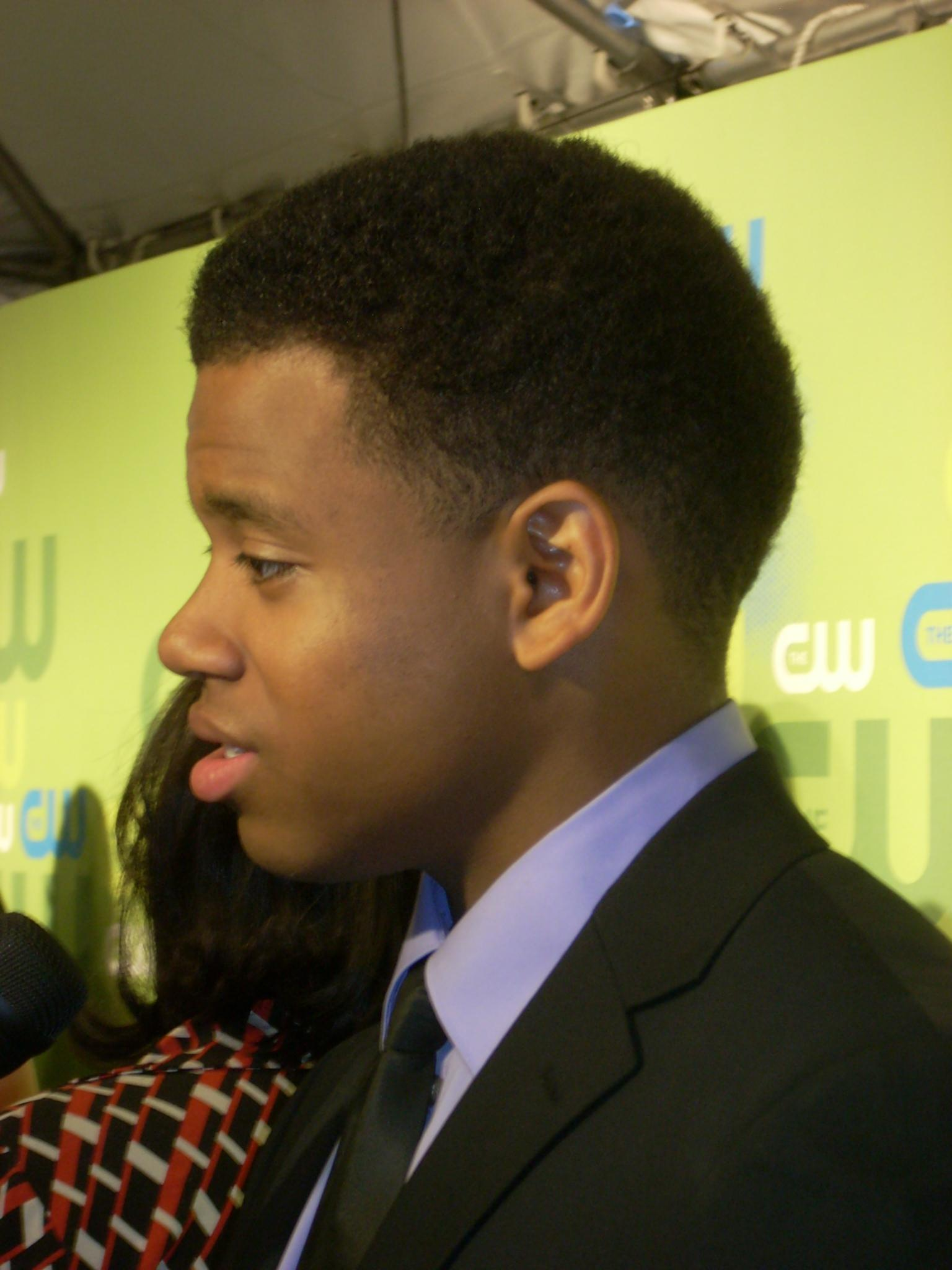
Tristan Wilds interprète Dixon Wilson
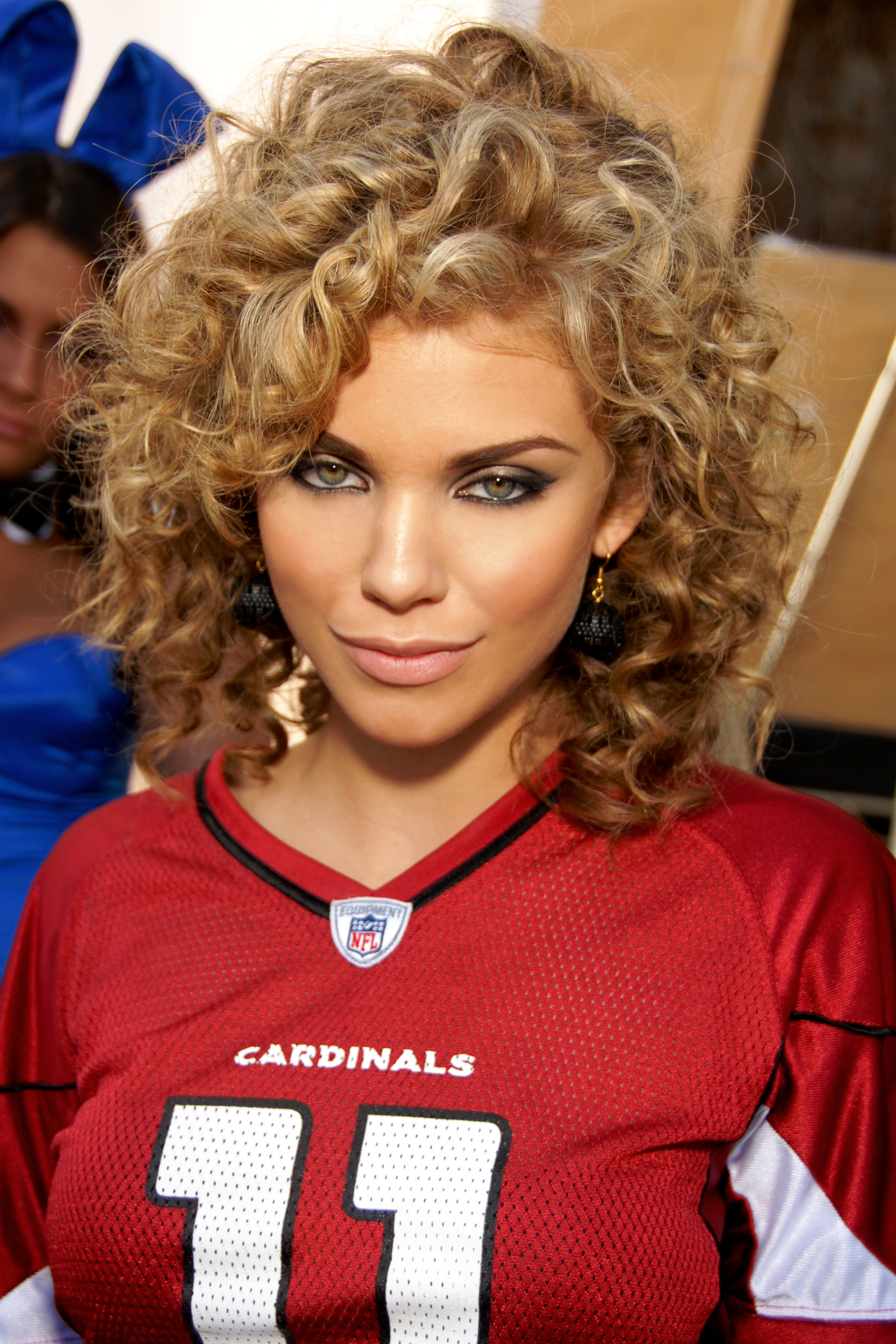
AnnaLynne McCord interprète Naomi Clark
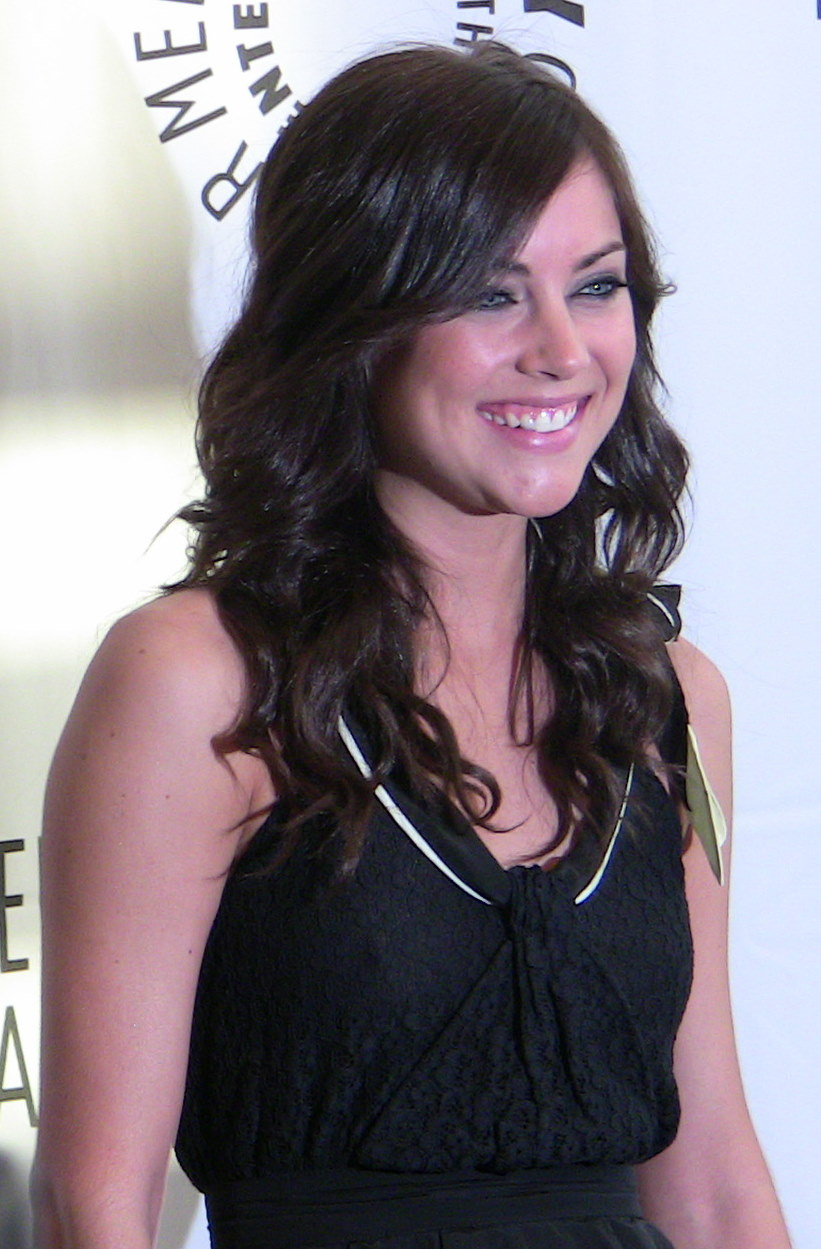
Jessica Stroup interprète Erin Silver
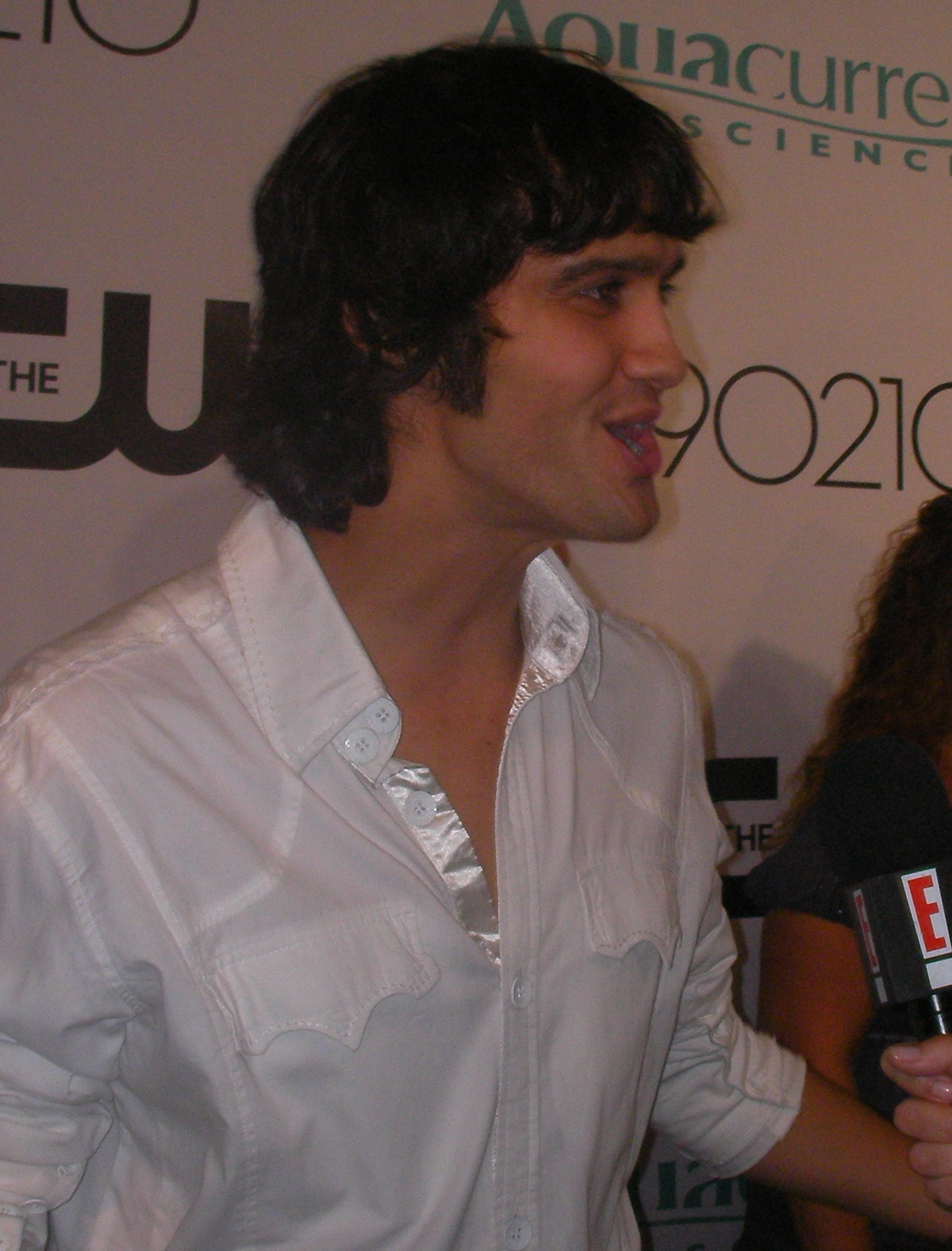
Michael Steger interprète Navid Shirazi
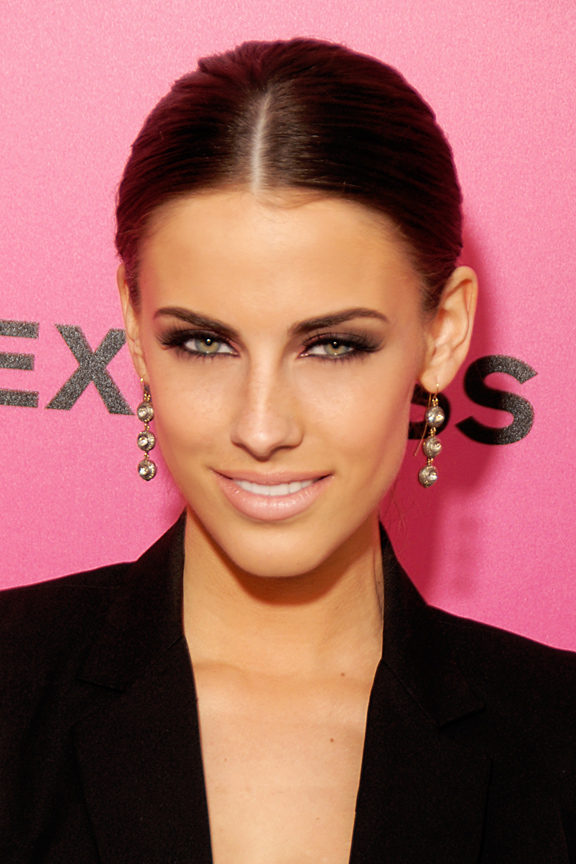
Jessica Lowndes interprète Adrianna Tate-Duncan
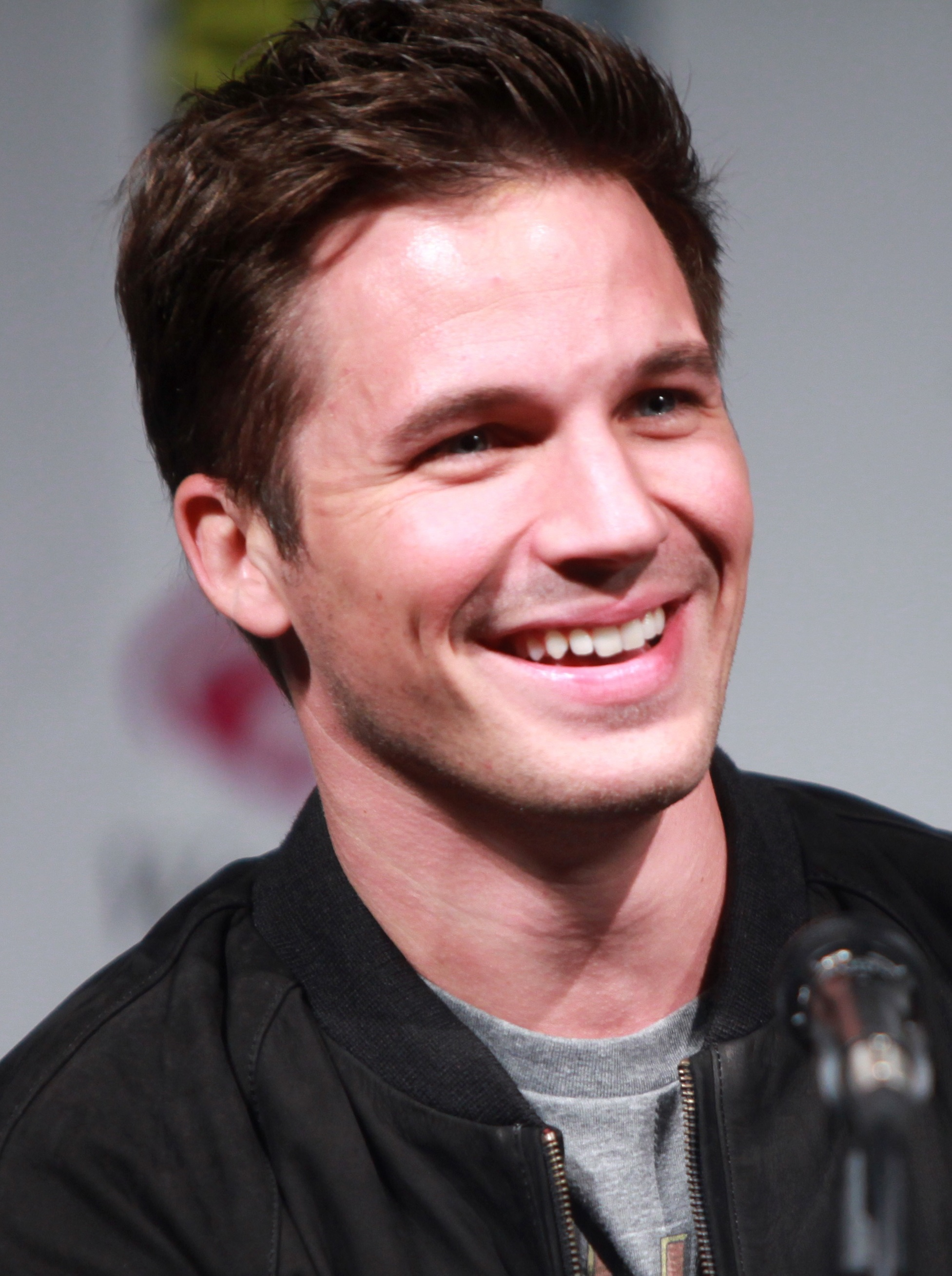
Matt Lanter interprète Liam Court
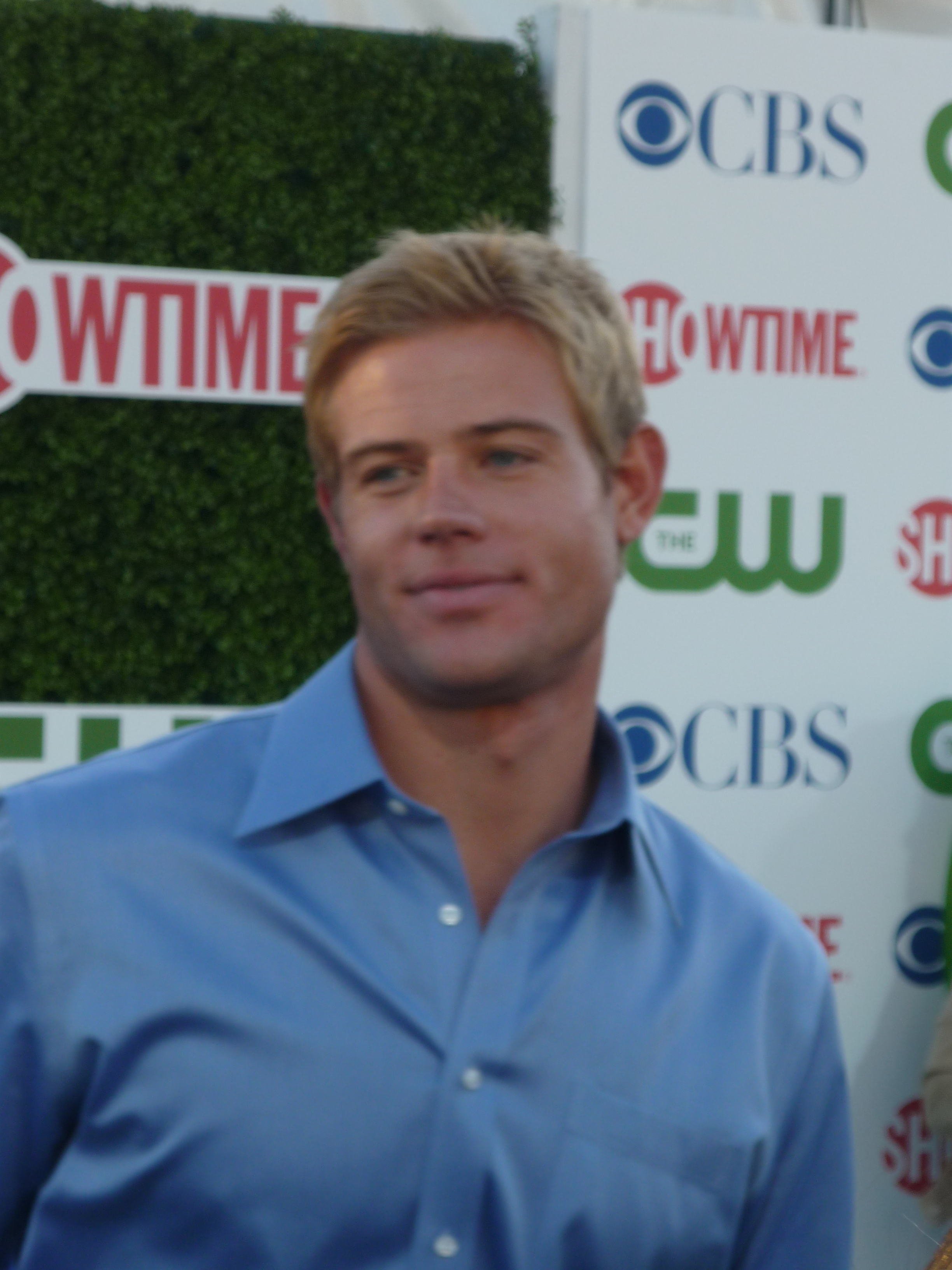
Trevor Donovan interprète Teddy Montgomery
Jessica Walter interprète Tabitha Wilson
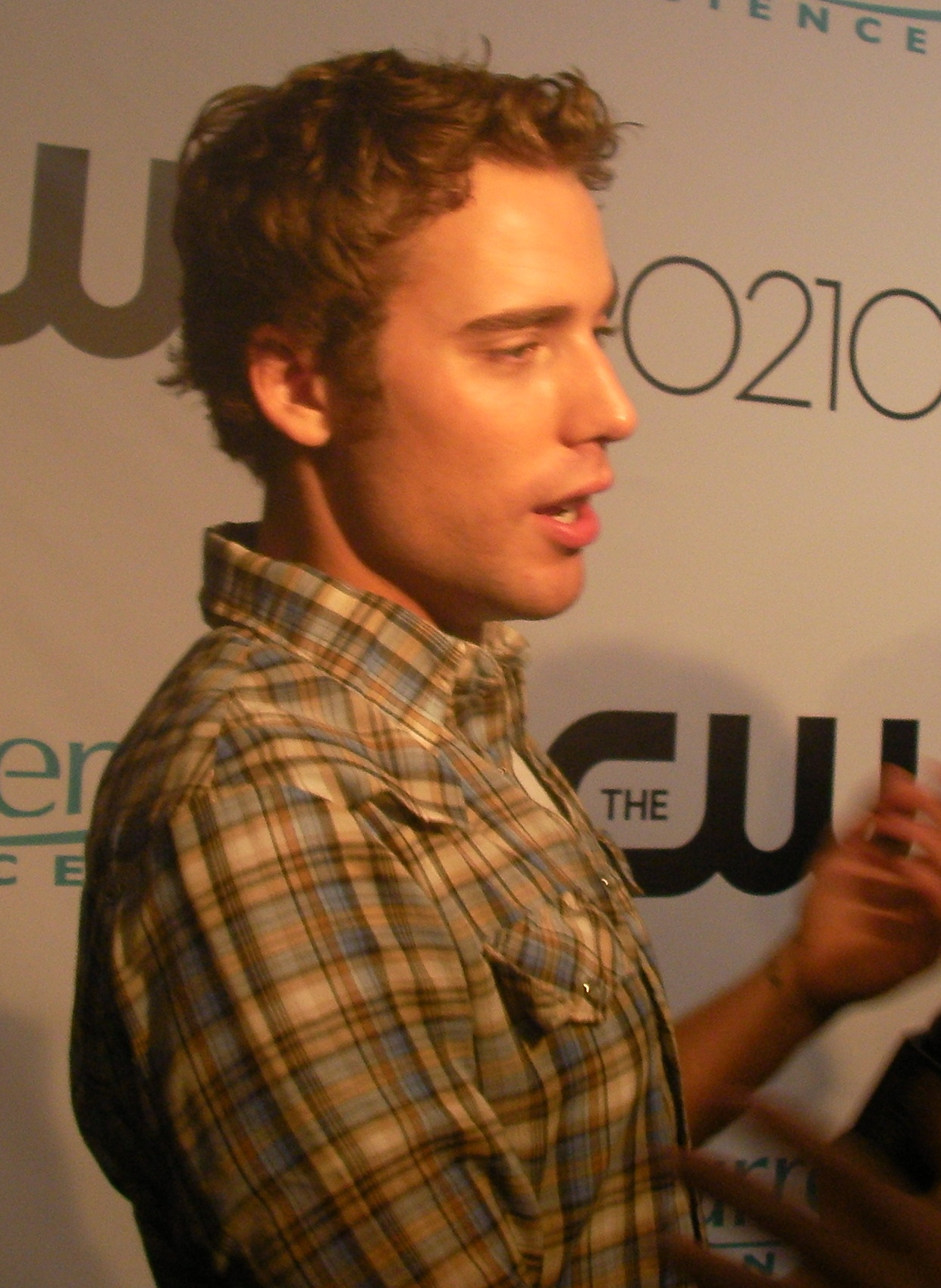
Dustin Milligan interprète Ethan Ward
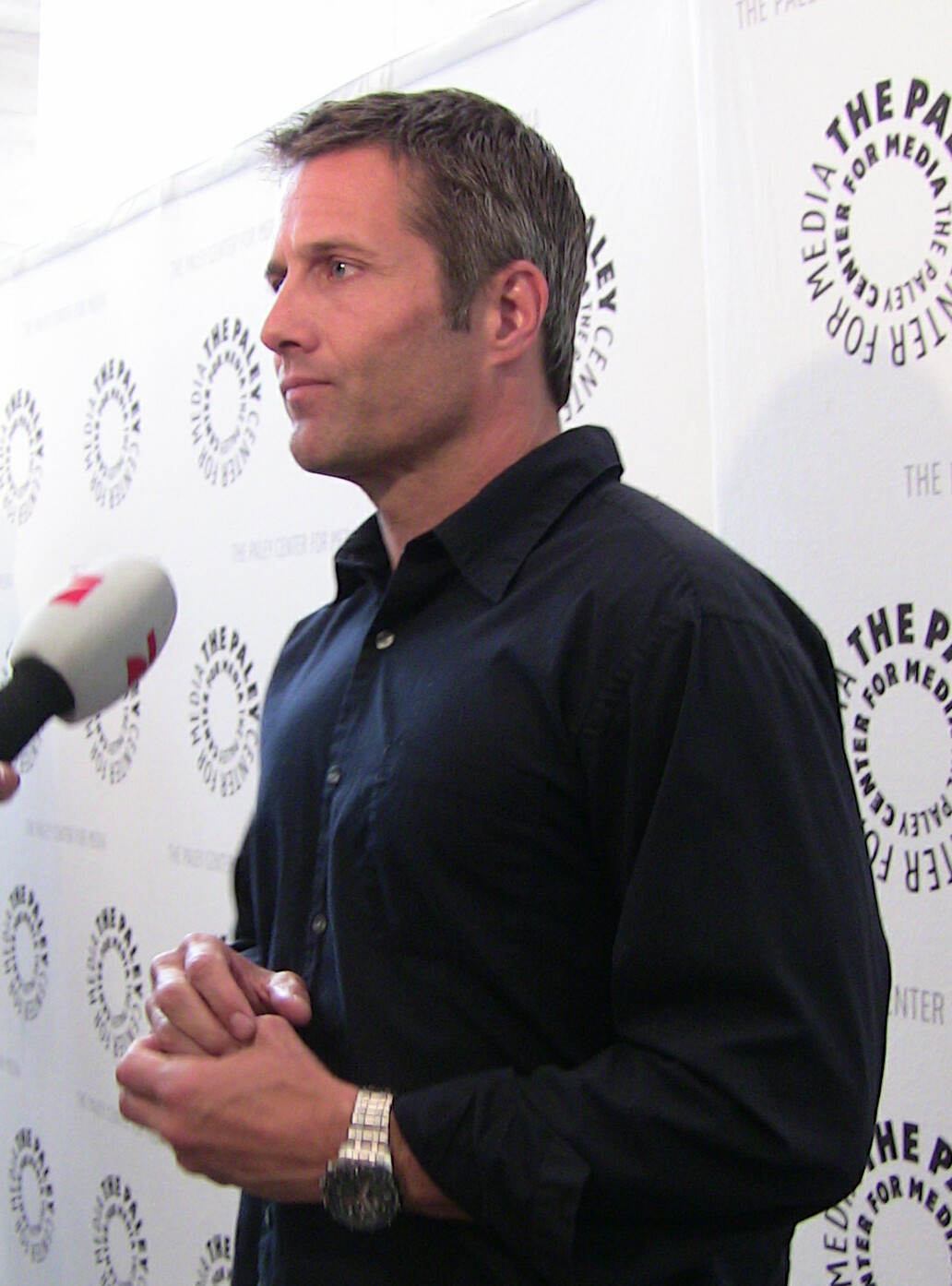
Rob Estes interprète Harry Wilson
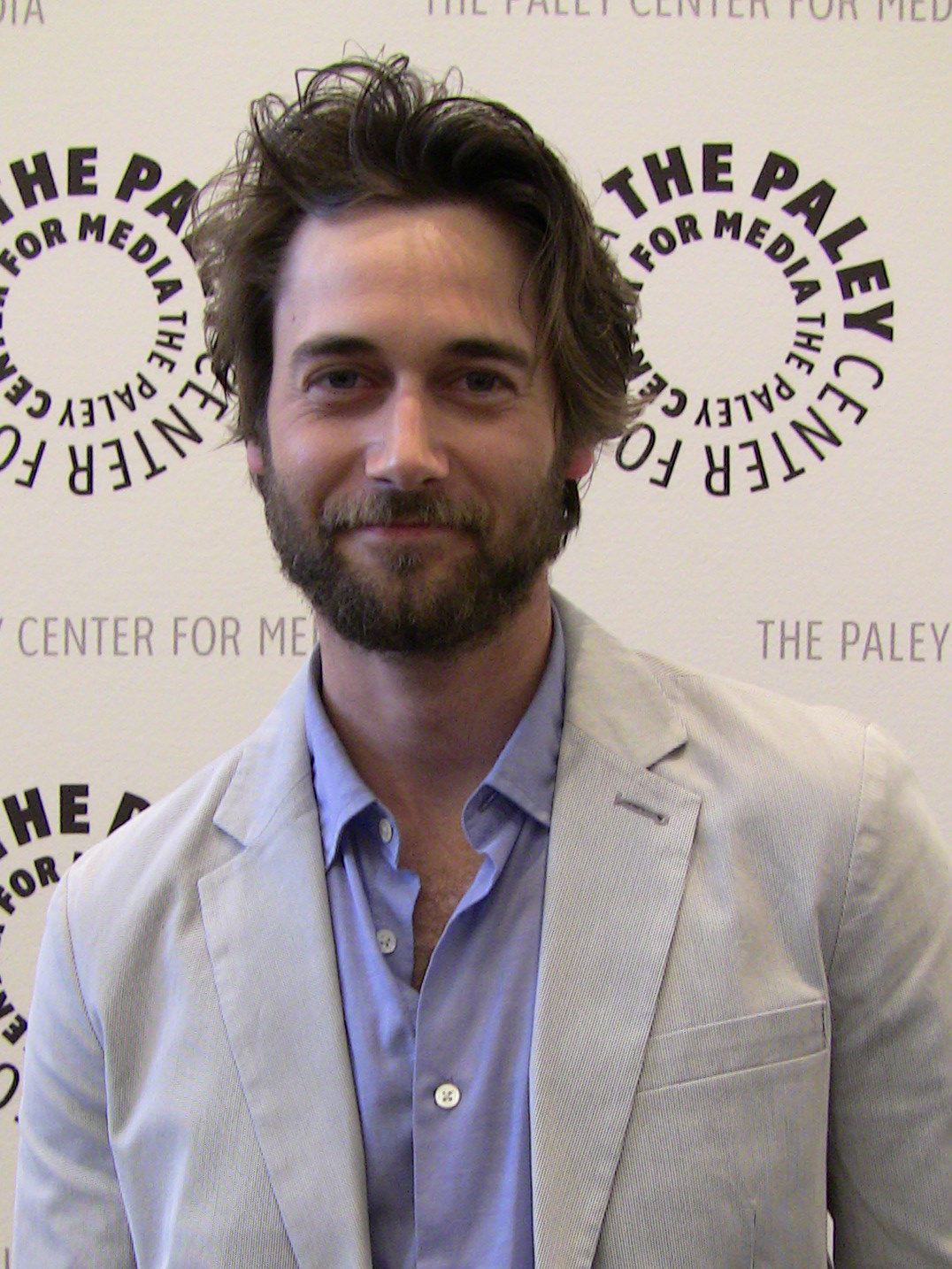
Ryan Eggold interprète Ryan Matthews
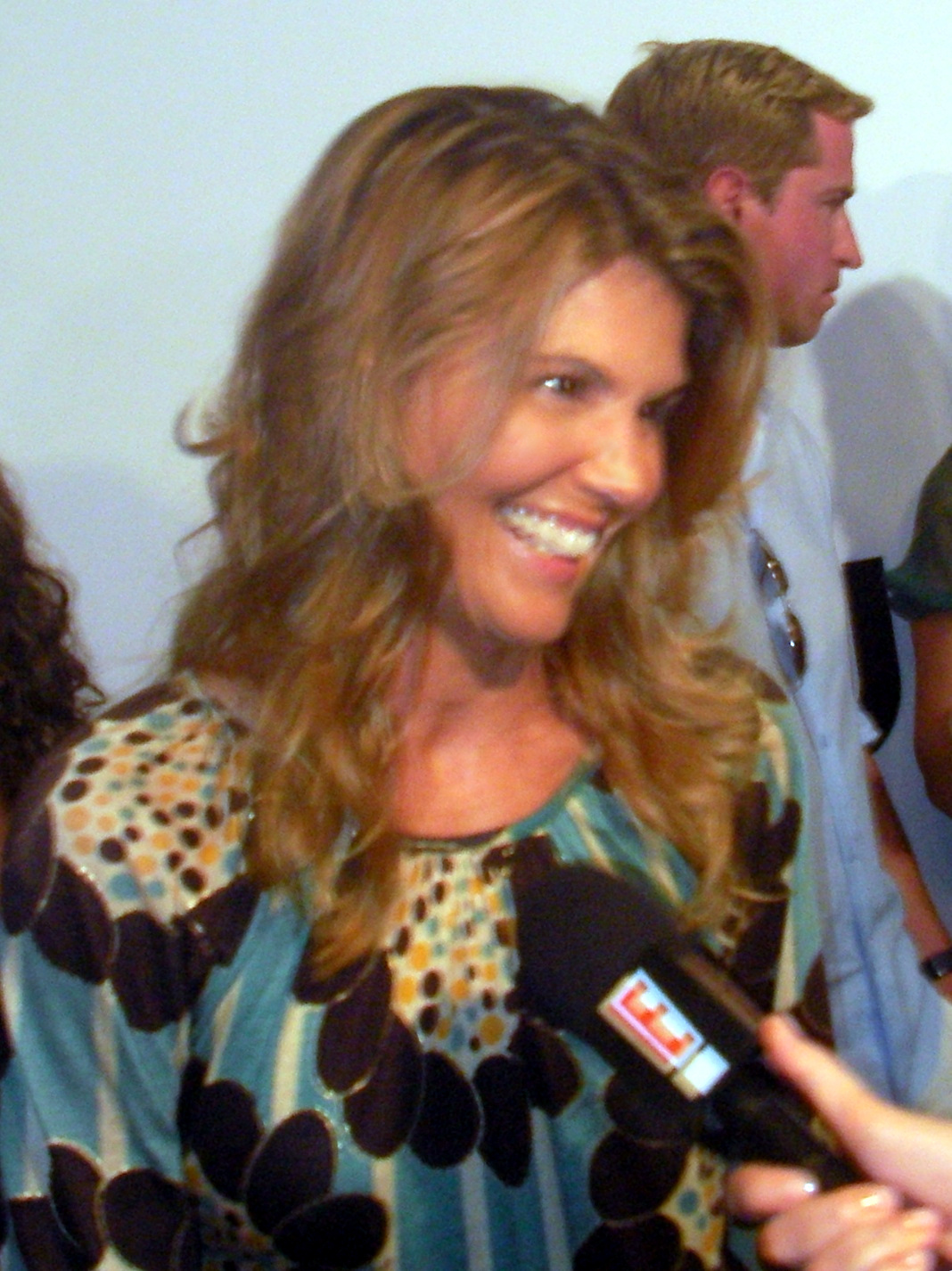
Lori Loughlin interprète Debbie Wilson

### Acteurs récurrents
Introduits lors de la première saison : 
- James Patrick Stuart (VF : Fabien Jacquelin) : Charles Clark (saison 1)
- Kellan Lutz (VF : Stéphane Pouplard) : George Evans (saison 1)
- Patrick James : Jared (saison 1)
- Brandon Michael Vayda (VF : Charles Germain) : Mike (saison 1)
- Jana Kramer (VF : Sarah Marot) : Portia Ranson (saison 1)
- Aimee Teegarden (VF : Chantal Macé) : Rhonda Kimble (saison 1)
- Christina Moore (VF : Ariane Deviègue) : Tracy Clark (saison 1, invitée saison 5)
- Adam Gregory (VF : Antoine Schoumsky) : Ty Collins (saison 1, invité saison 5)
- Sara Foster (VF : Dorothée Pousséo) : Jennifer "Jen" Clark (saisons 1 à 4)

Introduits lors de la deuxième saison :
- Rumer Willis (VF : Ariane Aggiage) : Gia Mannetti (saison 2)
- Blake Hood (en) (VF : Charles Pestel) : Mark Driscoll (saison 2)
- Mekia Cox (VF : Célia Charpentier) : Sasha (saison 2)
- John Schneider (VF : Patrick Béthune) : Jeffrey Sarkossian (saison 2)
- Kelly Lynch (VF : Marjorie Frantz) : Laurel Cooper (saisons 2 et 3)
- Hal Ozsan (VF : Anatole de Bodinat) : Miles Cannon (saisons 2 et 3)
- Diego Boneta (VF : Nathaniel Alimi) : Javier Luna (saisons 2 et 3)
- Zachary Ray Sherman (VF : Geoffrey Vigier) : Jasper Herman (saison 2, invité saison 5)

Introduits lors de la troisième saison :
- Blair Redford (VF : Stanislas Forlani) : Oscar (saison 3)
- Evan Ross (VF : Tony Marot) : Charlie Selby (saison 3)
- Kyle Riabko (VF : Yoann Sover) : Ian (saison 3)
- Nestor Serrano (VF : Pierre Dourlens) : Victor Luna (saison 3)
- Freddie Smith (VF : Sébastien Boju) : Marco Salazar (saison 3)
- Amanda Leighton : Alex Scarborough (saison 3)
- Amelia Rose Blaire : Laura Mathison (saison 3)
- Manish Dayal (VF : Arthur Pestel) : Raj Kher (saisons 3 et 4)
- Josh Zuckerman (VF : Alexandre Gillet) : Max Miller (saisons 3 à 5)
- Abbie Cobb (VF : Geneviève Doang) : Emily Bradford (saison 3, invité saison 5)

Introduits lors de la quatrième saison :
- Justin Deeley (VF : Fabrice Trojani) : Austin Talridge (saison 4)
- Cameron Goodman (VF : Léa Gabrièle) : Bree (saison 4)
- Megalyn Echikunwoke (VF : Ariane Aggiage) : Holly Stickler (saison 4)
- Yani Gellman (VF : Jérémy Prévost) : Diego Flores (saison 4)
- Nick Zano (VF : Luc Boulad) : Preston Hillingsbrook (saison 4)
- Robert Hoffman (VF : Laurent Morteau) : Caleb Walsh (saison 4)
- Tiffany Hines (VF : Laëtitia Lefebvre) : Kat (saison 4)
- Niall Matter (VF : Cédric Dumond) : Greg (saison 4)
- Ryan Rottman (VF : Benjamin Tribes) : Shane (saison 4)
- Michelle Hurd (VF : Juliette Degenne) : Rachel Gray (saison 4)
- Summer Bishil (VF : Joséphine Ropion) : Leila Shirazi (saison 4)
- Caitlin Thompson (VF : Jessica Barrier) : Madison (saison 4)
- Stephen Amell (VF : Cyril Aubin) : Jim McDohpy (saison 4)
- Kristina Apgar (VF : Anne Mathot) : Jane McDohpy (saison 4)
- Chloe Bridges (VF : Pauline de Meurville) : Alexis (saison 4)
- Arielle Kebbel (VF : Philippa Roche) : Vanessa Shaw (saisons 4 et 5)
- Chris McKenna (VF : Laurent Mantel) : Patrick Westhill (saisons 4 et 5)

Introduits lors de la cinquième saison :
- Lyndon Smith (VF : Camille Donda) : Michaela (saison 5)
- Grant Gustin (VF : Romain Redler) : Campbell Price (saison 5)
- Riley Smith (VF : Julien Allouf) : Riley Wallace (saison 5)
- Charlie Weber (VF : Benjamin Pascal) : Mark Holland (saison 5)
- Trai Byers (VF : Namakan Koné) : Alec Martin (saison 5)
- Jason Thompson] ( VF : ??) : DétectiveThompson (saisons 5)
- Melissa Ordway (VF : ?? ) Sidney Price (saison 5)
- Jessica Parker Kennedy (VF : Fiona Kaprielian) : Megan Rose (saison 5)
- Robbie Jones (VF : Jean-Baptiste Anoumon) : Jordan Welland (saison 5)
- Wes Brown (VF : Benoît DuPac) : Taylor Williams (saison 5)
- Natalie Morales (VF : Valérie Nosrée) : Ashley Howard (saison 5)
- Peyton List (VF : Olivia Luccioni) : Natalie Beckwith (saison 5)
- Keke Palmer (VF : Alexia Papineschi) : Elizabeth Royce Harwood (saison 5)
- Rob Mayes (VF : Brice Ournac) : Colin Bell (saison 5)
- Robin Givens (VF : Ivana Coppola) : Cheryl Harwood (saison 5)
- Carmen Electra : Vesta (saison 5)

### Invités
- Diablo Cody : elle-même (saison 1)
- Shannen Doherty (VF : Anne Rondeleux) : Brenda Walsh (saison 1)
- Tori Spelling (VF : Laura Blanc) : Donna Martin (saison 1)
- Jennie Garth (VF : Barbara Tissier) : Kelly Taylor (saisons 1 et 2)
- Ann Gillespie (VF : Christine Delaroche) : Jackie Taylor (saisons 1 et 2)
- Pharrell Williams : lui-même (saison 2)
- Kim Kardashian : elle-même (saison 3)
- Khloe Kardashian : elle-même (saison 3)
- Joe Jonas : lui-même (saison 3)
- Nelly : lui-même (saison 3)
- Snoop Dogg : lui-même (saison 3)
- Brandy Norwood (VF : Valérie Siclay) : Marissa Harris-Young (saison 4)
- Billy Ray Cyrus : Judd Ridge (saison 4)
- Kellie Pickler : Sally (saison 4)
- Perez Hilton : lui-même (saison 4)
- Janice Dickinson : elle-même (saison 4)
- Latoya Jackson (VF : Nathalie Kanoui) : Marilyn (saison 4)
- Cobra Starship : eux-mêmes (saison 4)
- Vinny Guadagnino : lui-même (saison 4)
- Prince Michael Jackson : Cooper (saison 5)
- Denise Richards (VF : Barbara Delsol) : Gwen Thompson (saison 5)
- Lindsey McKeon : Suzanne (saison 5)
- Carly Rae Jepsen : elle-même (saison 5)
- Sammy Adams : lui-même (saison 5)
- Ryan Lochte : lui-même (saison 5)
- Nelly Furtado : elle-même (saison 5)
- Ne-Yo : lui-même (saison 5)
- Jared Eng : lui-même (saison 5)
- Taio Cruz : lui-même (saison 5)
- Tegan and Sara : elles-mêmes (saison 5)
- Rita Ora : elle-même (saison 5)
- Terrell Owens : lui-même (saison 5)
- Joey McIntyre : lui-même (saison 5)
- Olly Murs : lui-même (saison 5)
- Marie Avgeropoulos : cassie  Mccoy (saison 5)
- Version française :
  - Société de doublage : Studio SOFI (saison 1, quatre premiers épisodes), Mediadub International (saison 1.05 à 5)
  - Direction artistique : Élisabeth Fargeot
  - Adaptation des dialogues : Frédéric Slama, Claire Impens, Cynthia Perin et Véronique Agranier

Source VF : Doublage Séries Database

## Diffusion française
En France, 90210 fait son arrivée le 5 septembre 2009 sur M6 avec la diffusion d'un épisode tous les samedis à 18h50. Néanmoins, le succès n'est pas au rendez-vous et la chaîne déplace la série aux mercredis après-midi à partir du 18 novembre 2009 à 13h40 avec 2 épisodes. La diffusion de la 2e saison débute le 5 janvier 2011 avec 5 épisodes tous les mercredis entre 13h45 et 17h45.
Deux semaines plus tard, M6 propose désormais 3 épisodes dès 15h15. Les deux premières saisons sont ensuite rediffusées entre le 11 février 2011 et le 3 mars 2011 sur Téva puis également sur W9 dès le 12 janvier 2012 qui enchaîne avec la saison 3 inédite. Malgré de bonnes performances sur W9, les deux dernières saisons sont proposées sur 6ter en prime-time (mercredis puis mardis). D'abord proposée à raison de 3 épisodes par semaine pour la 5e saison, la chaîne accélère la diffusion à la suite des audiences décevantes. M6 décide de proposer, quant à elle, les saisons 3 à 5 (inédite sur son antenne) à partir du 2 septembre 2013 du lundi au vendredi en matinée.
Cependant, sans raisons apparentes, la chaîne décide d'arrêter la diffusion de la série après la diffusion de l'épisode 9 de la saison 5, le 5 novembre 2013. Téva rediffuse l'intégrale dès le 11 mars 2014. Cependant, la série est déprogrammée en access mais conserve tout de même sa place en matinée. L'intégrale de la série est proposé pour la première fois sur M6 à partir du 4 mai 2015 la semaine en matinée.
La série est rediffusée sur Elle Girl à partir du 15 septembre 2016 (à l'heure actuelle uniquement saison 1 à 3)
Elle a été ensuite rediffusée dès le 13 juillet 2020 à 13H35 sur TFX mais faute d'audience, elle a été déprogrammée dès aout 2020.

## Production

### Développement
Le 17 mars 2008, Rob Thomas écrit un script mettant en scène une famille avec deux adolescents qui ont récemment déménagé du Midwest pour Beverly Hills. Rob Thomas a révélé qu'il projetait de réintroduire l'un des membres du casting d'origine, mais qu'il ne l'avait pas rencontré pour discuter du rôle. Les producteurs voulaient voir "le plus grand nombre de membres du casting d'origine que possible", mais ils ont pris soin de ne pas tous les faire apparaître dans le pilote. Le 14 avril 2008, Rob Thomas quitte le projet. Gabe Sachs et Jeff Judah sont alors embauchés comme les producteurs exécutifs et écrivent une nouvelle version du script à la fin avril. Ils ont changé le nom de la famille principale passant de Mills à Wilson, et ont également modifié le prénom de la mère de Celia à Debbie.

### Casting
Le premier acteur à rejoindre le casting de la série est Dustin Milligan, suivie par AnnaLynne McCord. Le rôle d'Annie Wilson a été donné à Shenae Grimes, qui a déclaré être une grande fan de la série originale. Rob Estes était le dernier acteur à rejoindre la série, il a été engagé par la chaîne The CW pour jouer le rôle de Harry Wilson. La chaîne The CW a également engagé les actrices vedettes de la série originale, Jennie Garth, Shannen Doherty et Tori Spelling, néanmoins elles n'apparaissent qu'en tant qu'invitées.

## Épisodes
| Saisons                | Épisodes | États-Unis                          | États-Unis | France                                 | France | France              |
| Saisons                | Épisodes | Dates de diffusion                  | Chaîne     | Dates de première diffusion            | Chaîne | Rediffusion         |
| ---------------------- | -------- | ----------------------------------- | ---------- | -------------------------------------- | ------ | ------------------- |
| Saison 1 (2008 - 2009) | 24       | du 2 septembre 2008 au 19 mai 2009  | The CW     | du 5 septembre 2009 au 20 janvier 2010 | M6     | TévaW96terElle Girl |
| Saison 2 (2009 - 2010) | 22       | du 8 septembre 2009 au 18 mai 2010  | The CW     | du 5 janvier 2011 au 16 février 2011   | M6     | TévaW96terElle Girl |
| Saison 3 (2010 - 2011) | 22       | du 13 septembre 2010 au 16 mai 2011 | The CW     | du 2 février 2012 au 17 février 2012   | W9     | 6terM6              |
| Saison 4 (2011 - 2012) | 24       | du 13 septembre 2011 au 15 mai 2012 | The CW     | du 13 février 2013 au 13 mars 2013     | 6ter   | M6 Téva             |
| Saison 5 (2012 - 2013) | 22       | du 8 octobre 2012 au 13 mai 2013    | The CW     | du 27 août 2013 au 1er octobre 2013    | 6ter   | M6 Téva             |

## Autour de la série

### Personnages principaux
- Annie Wilson : est la fille de Debbie et de Harry Wilson et la sœur de Dixon. Annie vivait avec sa famille dans le Kansas avant de déménager à Beverly Hills. Elle est le personnage principal de la série, car les péripéties sont souvent dénouées par elle, et qu'elle joue le rôle de pilier dans son groupe d'amis, dans sa famille aussi. Elle est tout le temps joyeuse, et c'est une amie fidèle. Son histoire d'amour avec Liam alimentera la majorité des épisodes de la série.
- Dixon Wilson : est le fils de Debbie et Harry Wilson et le frère d'Annie. Celui-ci fut par ailleurs adopté par les Wilson à l'âge de dix ans. Dixon est un garçon drôle qui séduit les filles notamment grâce à cet atout. Lorsque les problèmes surviennent, il se renferme sur lui-même et n'en parle pas à son entourage, ce qui crée parfois des tensions. Il est le seul garçon de West Beverly à s'intéresser à Ivy Sullivan et il vivra avec elle une histoire d'amour compliquée.
- Naomi Clark : C'est l'une des filles les plus riches et les plus populaires de tout le lycée. Elle n'a aucun soutien de sa famille, avec une mère qui vit dans la constante recherche de l'amélioration esthétique, un père toujours en voyage d'affaires et une sœur opportuniste qui voyage à travers le monde. Naomi doit se débrouiller sans l'aide de personne. Le mal que lui font les gens la pousse à faire en sorte d'être supérieure aux autres. Narcissique et vicieuse, elle est aussi considérée comme la reine de l'école, la plus belle, la plus riche, la plus importante de toutes. Mais ses fragilités font aussi son charme et loin d'être une bimbo stupide, elle se révélera être une fille maligne et débrouillarde, qui se laisse juste un peu trop guider par son besoin d'être aimée.
- Erin Silver : est la demi-sœur de David Silver (Brian Austin Green) et de Kelly Taylor (Jennie Garth). Pleine d'énergie, elle est l'auteure d'un blog très populaire au lycée qui mettra à jour des secrets dangereux. Son excentricité se révélera être un des effets de sa maladie : la bipolarité. Elle sait ce qu'elle veut et cette détermination peut souvent être proche d'un manque de flexibilité qui lui causera problème.
- Adrianna Tate-Duncan : Adrianna commence sa scolarité au lycée dans le monde de la toxicomanie et est plutôt mal vue par les autres. Elle tentera de se remettre dans le droit chemin avec l'aide de Navid, mais ayant une fragilité émotionnelle, ses choix de vie seront toujours désastreux et elle sera souvent la cible de problèmes. Depuis son entrée au Lycée, elle peut néanmoins compter sur le soutien de Navid.
- Liam Court : Liam n'est pas le garçon californien classique, il est rebelle et indépendant. Mystérieux, il est toujours à l'écart des autres personnes et n'aime pas l'école. Sa principale relation, que l'on verra évoluer au fil de la série est avec Annie Wilson.
- Teddy Montgomery : grand, musclé, sportif, Teddy est un joueur de tennis. Après ses nombreuses ruptures avec les filles il admettra qu'il est homosexuel.
- Ivy Sullivan : Fille de la productrice de musique Laurel Cooper, Ivy est une fille solitaire et cool. Elle se fait remarquer par les garçons lors d'un entraînement de surf où elle les domine largement. Elle se liera alors d'amitié avec eux. Légèrement garçon manqué, elle se démarque des filles de West Beverly par son style de surfeuse loin des hauts talons et des faux cils des filles de Beverly Hills. Discrète et réservée, elle essaye de fuir les problèmes et se laisse facilement marcher sur les pieds.
- Navid Shirazi : Navid est un riche héritier d'origine iranienne, il aime beaucoup rire et il est au centre d'un triangle amoureux qui occupe une place prépondérante dans la série, et qui le compte lui ainsi qu'Adrianna Tate et Erin Silver. Il est honnête et les amis sont sa priorité.

## Accueil

### Audiences

#### Aux États-Unis
| Saison | Horaire de diffusion                            | Premier épisode   | Dernier épisode | Rang | Audience moyenne (en millions) |
| ------ | ----------------------------------------------- | ----------------- | --------------- | ---- | ------------------------------ |
| 1      | Mardi 20 h (2 septembre 2008 - 10 février 2009) | 2 septembre 2008  | 19 mai 2009     | #172 | 3.12                           |
| 1      | Mardi 21 h (31 mars 2009 - 19 mai 2009)         | 2 septembre 2008  | 19 mai 2009     | #172 | 3.12                           |
| 2      | Mardi 20 h                                      | 8 septembre 2009  | 18 mai 2010     | #137 | 1,95                           |
| 3      | Lundi 20 h                                      | 13 septembre 2010 | 16 mai 2011     | #133 | 1,76                           |
| 4      | Mardi 20 h                                      | 13 septembre 2011 | 15 mai 2012     | #186 | 1,51                           |
| 5      | Lundi 20 h (8 octobre 2012 - 10 décembre 2012)  | 8 octobre 2012    | 13 mai 2013     | #88  | 0,80                           |
| 5      | Lundi 21 h (21 janvier 2013 - 13 mai 2013)      | 8 octobre 2012    | 13 mai 2013     | #88  | 0,80                           |

## Commentaires
Après le succès de la série, la chaîne a lancé Melrose Place : Nouvelle Génération, diffusée pendant la saison 2009-2010 et qui est une série dérivée de la série des années 1990, Melrose Place.
Le lycée West Beverly est en fait le même que l'on voit dans la série Buffy contre les vampires et Beverly Hills 90210, pendant les trois premières saisons, ainsi que dans le film Sex Academy.
À partir de la saison 2, on retrouve dans le générique de début, les chiffres 9 (sur la vitrine d'un magasin), 0 (une bouée dans la piscine), 2 (les doigts en V), 1 (une fille qui se tient en équilibre sur ses mains) et 0 (formé avec le pouce et l'index). Il s'agit d'un clin d'œil au code postal 90210 ainsi qu'au titre de la série.
Une légère modification du générique des saisons 2 et 3 a été apportée au générique de la saison 4.
La série aurait dû se nommer Meet the Mills, mais ce nom se verra modifié au profit de 90210 car la famille se nommera finalement Wilson au lieu de Mills. Le personnage de Lori Loughlin se nommait Cécilia Mills avant de devenir Debbie Wilson.
Lors de son arrivée au cours de la saison 2, le personnage de Teddy interprété par Trevor Donovan n'était pas très populaire parmi les fans de la série. Néanmoins, au cours de la troisième saison, avec l'évolution du personnage qui accepte son homosexualité, on lui découvre une certaine sensibilité et il devient rapidement très coté parmi les légions de fans.
Rob Estes est le dernier à avoir rejoint la distribution de 90210 car après avoir refusé une première fois car il jouait dans la série Women's Murder Club, il accepta finalement lorsque celle-ci fut annulée. Cela peut expliquer qu'il n'apparaisse pas dans les premières photos promotionnelles de la série.
Rob Estes a tenu le rôle de Kyle McBride dans Melrose Place alors que dans 90210 il tient le rôle de Harry Wilson. De même pour Jessica Lucas, Niall Matter et Nick Zano qui jouent respectivement Kimberly MacIntyre, Greg et Preston Hillingsbrook dans 90210 alors que dans Melrose Place : Nouvelle Génération ils jouent Riley Richmond, Rick Paxton et Dr Drew Pragin. Greg Vaughan a joué Cliff Yeager dans Beverly Hills 90210 alors que dans 90210 il a joué Kai. Cela paraît donc incohérent car ces séries font partie de la même franchise et donc du même univers.
Ryan Eggold qui interprète le professeur Ryan Matthews devait également jouer dans Melrose Place : Nouvelle Génération et suivre la vie personnelle du professeur de West Beverly. Mais il a été prié de quitter la série avant le début du tournage car Jessica Lucas, Kimberly MacIntyre dans 90210, a intégré la distribution dans le rôle de Riley Richmond, institutrice et petite-amie de Jonah Miller. Cela aurait été incohérent puisqu'elle joue Kimberly MacIntyre, agent de police sous couverture de la brigade des stupéfiants et petite amie de Ryan Matthews dans 90210.
Jennie Garth, Shannen Doherty ainsi que Ian Ziering de la série originale, et Lisa Rinna et Jack Wagner de Melrose Place ont tous participé à l'émission Dancing with the Stars. Aucun d'entre eux n'a remporté la victoire. Billy Ray Cyrus, invité lors de la saison 4 de 90210 était également candidat dans la même saison de Dancing with the Stars qu'Ian Ziering.
Seules les actrices Shenae Grimes, AnnaLynne McCord et Jessica Stroup apparaissent dans tous les épisodes de 90210. Pourtant présents tout au long de la continuité de la série, Michael Steger n'apparait pas dans 20 épisodes, Tristan Wilds est absent dans 3 épisodes de la saison 4 et Jessica Lowndes s'absente dans un épisode de la première saison.